# Ото фон Ботенлаубен
Ото I фон Хенеберг-Ботенлаубен (на немски: Otto I von Henneberg-Botenlauben, Otto von Botenlauben; * вер. 1177 в замък Хенеберг; † 4 октомври 1244 или пр. 1245 в Кисинген) от Дом Хенеберг е граф на Хенеберг-Ботенлаубен (1206), кръстоносец, минезингер, основател на манастир и чрез женитба (de iure uxoris) господар на синория Жослен („Seigneurie de Joscelin“) (1208 – 1220) в Йерусалимското кралство.
През 1206 г. той започва да се нарича „граф фон Ботенлаубен“, на замъка „Ботенлаубен“ при Кисинген.

## Биография
Той е четвъртият син на граф Попо VI фон Хенеберг († 1190) и съпругата му София фон Андекс от Истрия († 1218), дъщеря на маркграф Бертолд II († 1188) от Истрия и Крайна.
От 1197 г. Ото е доказан в документ в двора на император Хайнрих VI и участва в неговия поход в Италия. Той участва в кръстоносния поход на Хайнрих VI в Светите земи (1197/1198). Ото прави кариера в Йерусалимското кралство, получава добро име и забогатява. Най-късно през 1208 г. той се жени за Беатрикс от Куртене, наследничка на синория Жослен. През 1220 г. той продава господството на Тевтонския орден и се завръща в Германия, където отново често е в императорския двор.
Ото подарява през 1231 г. заедно със съпругата си женския манастир Фрауенрот, където двамата са погребани. През 1244 г. той подарява на манастира големи собствености. През 1234 г. той продава замък Ботенлаубе на епископство Вюрцбург. Последните си години Ото живее религиозно и откъснато. Неговите двама сина, Ото и Хайнрих, както и внукът му Алберт, стават духовници.

## Фамилия
Ото I се жени 1206/1208 г. за Беатрикс (Беатриче) де Куртене, господарка на Торон, де Кастро Ново и Кабор (* 1176; † сл. 1245), наследничка на синория Жослен, сгодена за Вилхелм (Гийом) де Лузинян († пр. 1208), господар на Валенс (брат на Ги дьо Лузинян), дъщеря наследничка на Жослен III де Куртене, комес де Едеса, господар на Рохес от Йерусалимското кралство, и съпругата му Агнес де Мили. Те имат две деца: 
- Хайнрих († 1235), каноник във Вюрцбург
- Ото II фон Ботенлаубен (* ок. 1200; † 22 септември 1249), граф на Хенеберг-Ботенлаубен-Хилденбург, женен за Аделхайд фон Хилденбург

## Галерия
- Folio 27v, Codex Manesse (cpg 848)
- „Ото фон Ботенлаубен“ като минезингер
(„Botenlauben-Brunnen“, пазарския площар, Бад Кисинген)
- Гробът на граф Ото и съпругата му Беатрикс (2007) 
(манастирската църква „Фрауенрот“)